# NHK 오카야마 방송국

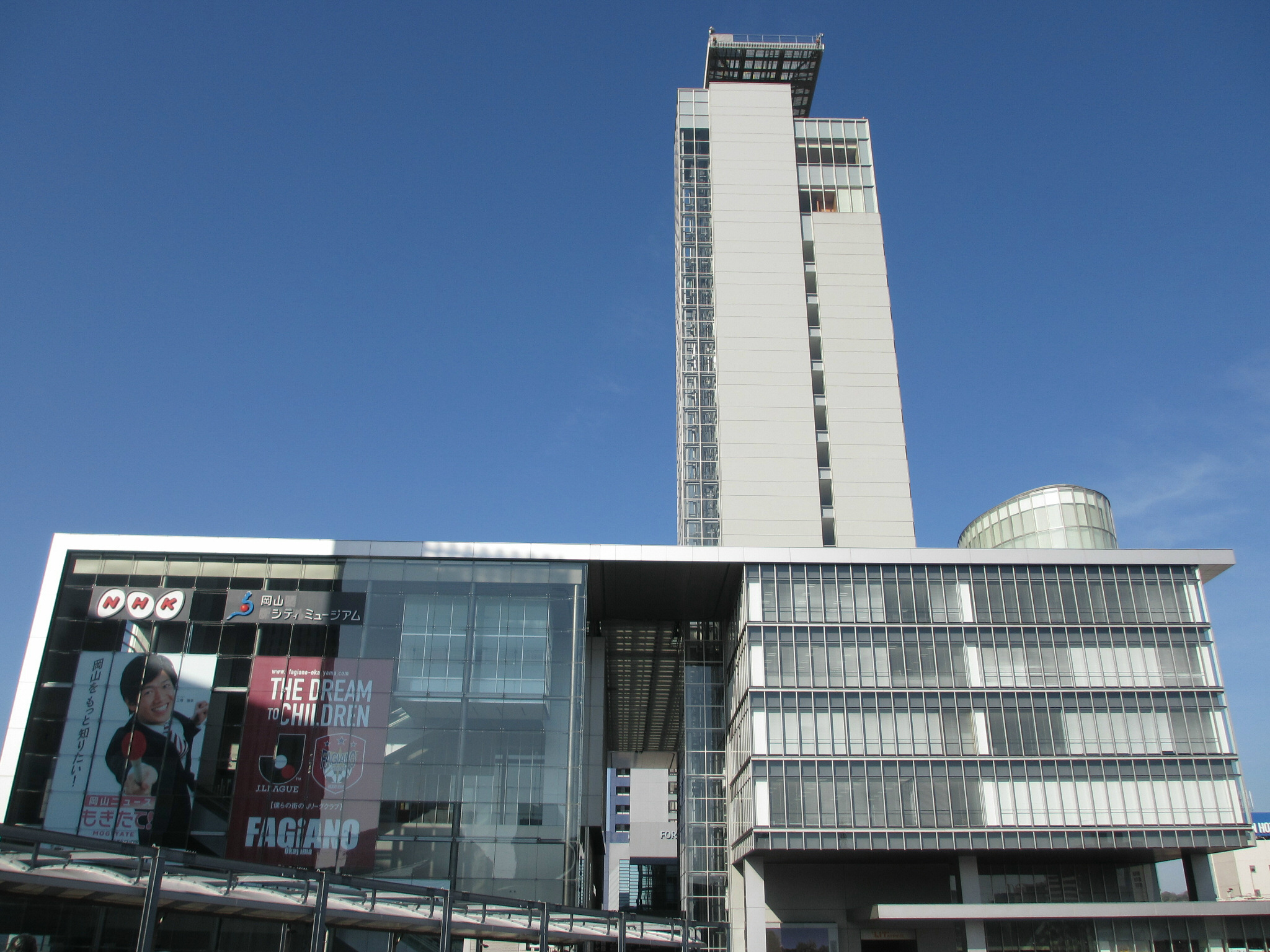

NHK 오카야마 방송국(岡山 放送局)은 오카야마현을 방송구역으로 하는 NHK의 지역방송국이며 중파·FM라디오·텔레비전 방송을 담당하고 있다.

## 연혁
- 1930년 11월 1일 일본 방송협회 오사카 지부 오카야마 출장소로 개설
- 1931년 2월 1일 라디오 방송 개시(일본 10번째)
- 1946년 9월　라디오 제2방송개시
- 1957년 12월 23일 종합 텔레비전방송 개시
  - 1969년 3월 다카마쓰 방송국이 텔레비전 방송을 개시할 때까지 가가와현도 방송 대상 지역으로 삼고 있었다.
- 1962년 12월　교육 텔레비전 방송개시
- 1964년 4월　FM방송개시
- 1964년 10월 컬러 방송 개시
- 1983년 6월 종합 텔레비전 음성다중방송개시
- 1986년 11월 종합 텔레비전 문자다중방송개시
- 1991년 3월 교육 텔레비전 음성다중방송 개시
- 2006년 10월 12일　지상 디지털 텔레비전 방송 시험 방송개시
- 2006년 12월 1일 지상 디지털 텔레비전 방송 개시
- 2007년 7월 1일 오카야마 방송국 독자적인 원세그 방송개시.(2006년 12월 1일부터 2007년 6월 30일까지는, 히로시마 방송국 원세그 방송을 그대로 방송.)
- 2011년 7월 24일 지상파 아날로그 텔레비전 방송 종료.

## 채널·주파수
- 종합 텔레비전 오카야마본국 32ch(JOKK-DTV)
- 교육 텔레비전 오카야마본국 45ch(JOKB-DTV)
- 라디오 제1방송 오카야마본국 603kHz 출력:5kW(콜사인:JOKK)
- 라디오 제2방송 오카야마본국 1386kHz 출력:5kW(콜사인:JOKB)
- FM방송 오카야마본국 88.7 MHz 출력：1kW(콜사인:JOKK-FM)

## 오카야마현·가가와현에 있는 다른 텔레비전·라디오 방송국
- NHK 다카마쓰 방송국
- 니시닛폰 방송(RNC)(TV는 니혼 TV 계열, 라디오는 JRN・NRN 계열로 라디오는 가가와현만 방송구역)
- 산요 방송(RSK)(TV는 도쿄 방송 계열, 라디오는 JRN・NRN 계열로 라디오는 오카야마현만 방송구역)
- 세토나이카이 방송(KSB)(TV 아사히 계열)
- 오카야마 방송(OHK)(후지 TV 계열)
- TV 세토우치(TSC)(TV 도쿄 계열)
- 오카야마 FM방송(JFN 계열, 오카야마현만 방송구역)
- FM가가와(JFN 계열, 가가와현만 방송구역)